# 恩賜の軍刀

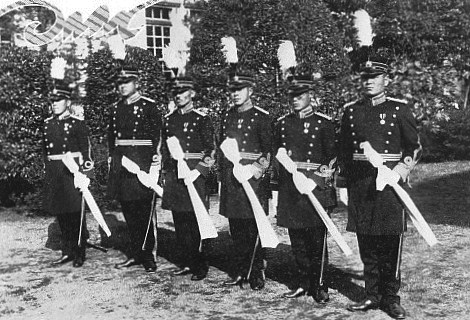
刀袋に入れた恩賜の軍刀を持つ1930年代前半の陸軍大学校上位卒業者6名（最左の「首席」1名と「優等」5名）。なお、左腰に佩用している軍刀は、各人が元より所有しているもの。

恩賜の軍刀（おんしのぐんとう）とは、大日本帝国陸軍・大日本帝国海軍の軍学校（特に、陸軍大学校〈陸大〉）において、成績優秀な卒業生に授与された軍刀のこと。
軍刀に加え、短剣・長剣・時計・望遠鏡・双眼鏡などを含めて恩賜品と総称する。ほかに上官が部下などに贈る頒恩賜（わかつおんし）の品もある。
本記事では、「恩賜の軍刀」に限定せず、帝国陸海軍の軍学校における恩賜品について述べる。

## 概要

### 陸大における「恩賜の軍刀」
軍刀の鎺（ハバキ）の部分に｢御賜」（「恩賜」ではない）の刻印があることが「恩賜の軍刀」の名称の謂れである。
陸大の「恩賜の軍刀」は、第7期（1891年〈明治24年〉11月28日卒業、卒業時9名）の卒業席次上位3名に、明治天皇から軍刀が下賜されたのが最初である（第1期−第6期は望遠鏡）。
その後、陸大の期ごとの人数が50名-60名で推移するようになると、卒業席次上位6名に「恩賜の軍刀」が授与されるのが例となり、この6名が「軍刀組」「恩賜組」と呼ばれた。

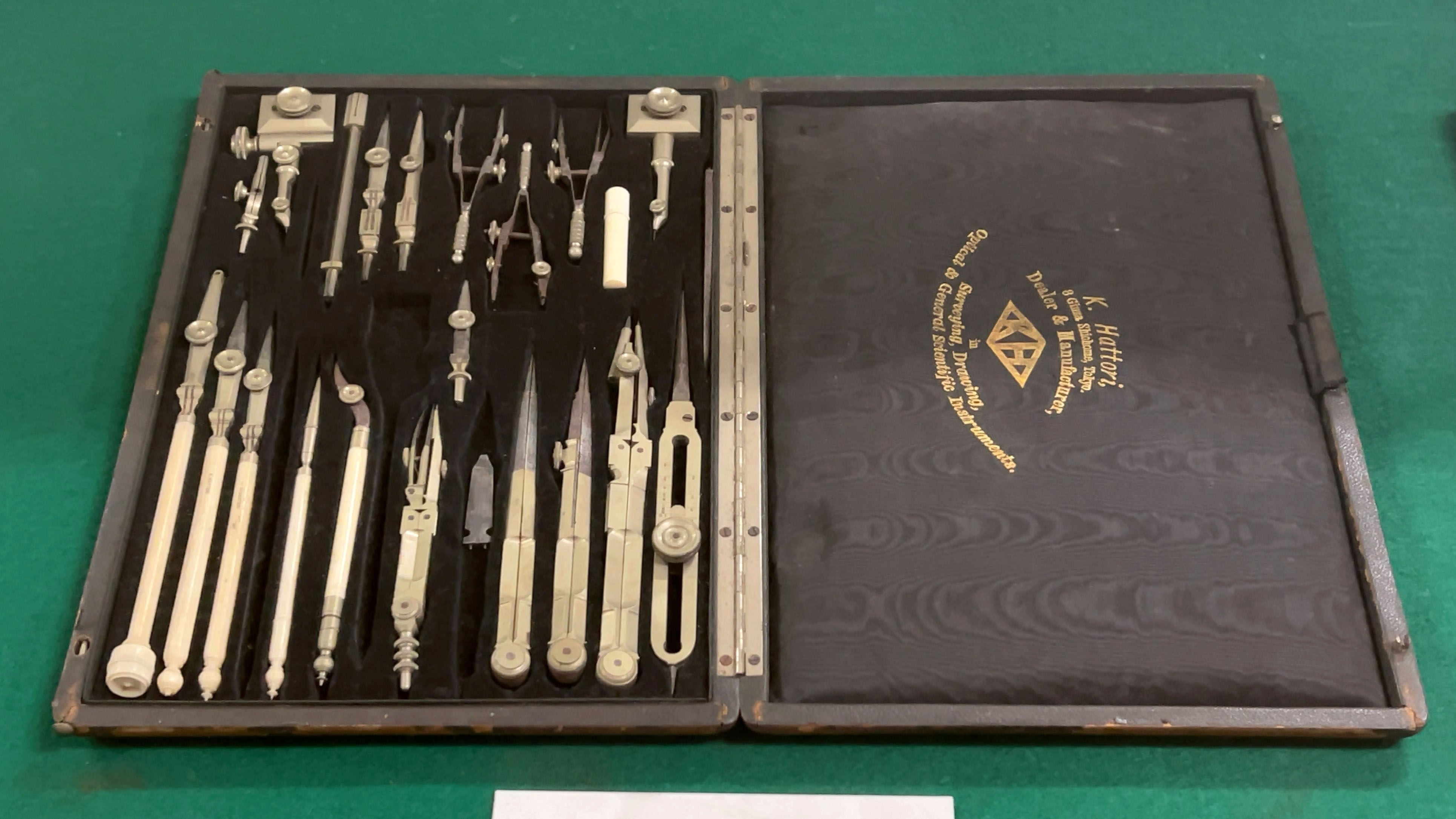
御賜の製図用セット

### 各学校の恩賜品
陸大の「恩賜の軍刀」が著名であるが、陸軍砲工学校高等科でも同じく軍刀が授与され、
- 陸軍幼年学校[4]・陸軍予科士官学校[5]・陸軍士官学校／陸軍航空士官学校[6]・陸軍経理学校[7]・陸軍砲工学校普通科[3]：銀時計
- 陸軍騎兵学校：指揮刀（長期学生）、銀時計（甲種学生・乙種学生）[8]
- 海軍兵学校／海軍機関学校／海軍経理学校：短剣
- 海軍大学校甲種学生：長剣[9]

であった。
※ 各学校とも、授与される人数、恩賜品には変遷がある。
上記はいずれも将校／士官を対象とする軍学校であるが、陸軍の空中勤務者養成課程である陸軍飛行学校、海軍の下士官兵搭乗員養成過程である飛行練習生／偵察練習生でも、成績優秀者に銀時計が授与されている。
陸士・航士・陸大・海大では大元帥たる天皇が行幸し、自らが侍従武官・校長経由で恩賜品を授与したが、遠隔地にある海兵、および他の学校では皇族や侍従武官が代理を務めた。

## 「恩賜組」の一覧
※ 卒業者名の下の階級は卒業時、括弧内は陸士の卒業期と最終階級。
| 卒業期 | 卒業年月   | 首席                                | 優等                                      | 優等                                      | 優等                                      | 優等 | 優等 |
| ------ | ---------- | ----------------------------------- | ----------------------------------------- | ----------------------------------------- | ----------------------------------------- | ---- | ---- |
| 1期    | 1885年12月 | 東條英教 歩兵大尉 （中将）          | 仙波太郎 歩兵中尉 （陸士旧2、中将）       | 山口圭蔵 歩兵中尉 （陸士旧3、少将）       |                                           |      |      |
| 2期    | 1886年12月 |                                     | 渋谷在明 騎兵大尉 （陸士旧2、中将）       | 榊原忠誠 歩兵中尉 （陸士旧3、歩兵少佐）   |                                           |      |      |
| 3期    | 1887年12月 |                                     | 松川敏胤 歩兵中尉 （陸士旧5、大将）       | 恒吉忠道 歩兵中尉 （陸士旧5、少将）       | 児島八二郎 歩兵中尉 （陸士旧5、少将）     |      |      |
| 4期    | 1888年11月 |                                     | 内山小二郎 砲兵大尉 （陸士旧3、大将）     | 大沢界雄 歩兵中尉 （陸士旧4、中将）       |                                           |      |      |
| 5期    | 1889年12月 |                                     | 小原伝 砲兵大尉 （陸士旧5、中将）         | 立花小一郎 歩兵中尉 （陸士旧6、大将）     |                                           |      |      |
| 6期    | 1890年12月 | 星野金吾 砲兵大尉 （陸士旧5、中将） | 山田義三郎 歩兵中尉 （陸士旧5、歩兵少佐） | 松石安治 歩兵中尉 （陸士旧6、中将）       | 宇都宮太郎 歩兵中尉 （陸士旧7、大将）     |      |      |
| 7期    | 1891年11月 | 由比光衛 砲兵中尉 （陸士旧5、大将） | 蠣崎富三郎 歩兵中尉 （陸士旧6、中将）     | 梶川重太郎 歩兵中尉 （陸士旧7、歩兵少佐） |                                           |      |      |
| 8期    | 1892年12月 | 河村秀一 騎兵中尉 （陸士旧8、少将） | 大庭二郎 歩兵中尉 （陸士旧8、大将）       | 橋本勝太郎 歩兵中尉 （陸士旧8、中将）     | 佐伯運之祐 歩兵中尉 （陸士旧8、歩兵少佐） |      |      |